# إيمي كايزر
إيمي كايزر (بالإنجليزية: Emmy Kaiser) هي لاعبة تنس الكراسي المتحركة ‏ أمريكية، ولدت في 16 مايو 1990 في سينسيناتي في الولايات المتحدة.